# Жёлтенькое (Запорожская область)
Жёлтенькое (укр. Жовтеньке) — село,
Димитровский сельский совет,
Ореховский район,
Запорожская область,
Украина.
До 2016 года село носило название Червоный Жовтень .
Код КОАТУУ — 2323981305. Население по переписи 2001 года составляло 170 человек.

## Географическое положение
Село Жёлтенькое находится на правом берегу реки Конка,
выше по течению на расстоянии в 1 км расположено село Одаровка,
ниже по течению на расстоянии в 3,5 км расположен пгт Камышеваха,
на противоположном берегу — посёлок Димитрово.
Рядом проходят автомобильная дорога Т-0803 и
железная дорога, станция Фисаки в 5-и км.

## История
- 1928 год — дата основания. До основания называлось — х. Дмитровский.